# Ԥ
Ԥ (minúscula ԥ; cursiva: Ԥ ԥ) es una letra del alfabeto cirílico. Es utilizado en el alfabeto del idioma abjasio, donde  representa la consonante aspirada //pʰ//, como la pronunciación de ⟨p⟩ en "paquete", reemplazando la letra actualmente obsoleta ⟨Ҧ⟩.

## Letras relacionadas y otros caracteres similares
- П п : Letra cirílica Pe
- Ҧ ҧ : Letra cirílica Pe con gancho medio

## En la cultura Runet moderna

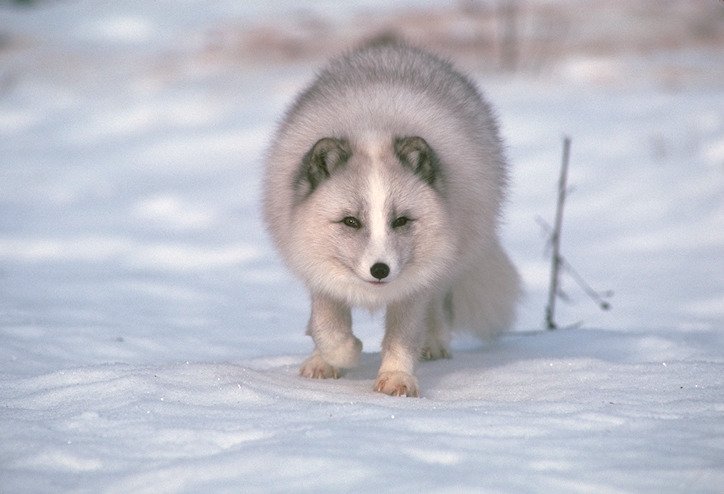
En Runet, foto del zorro ártico (песец) a veces puede ser un sinónimo de esta letra

Esta letra puede ser un eufemismo  para la palabra vulgar "пиздец" (un desastre total, fracaso). Es básicamente una contracción de las letras П y Ц, pues son respectivamente, la primera y la última letra de la palabra.

## Códigos de computación
| Caracter                    | Ԥ                                         | Ԥ                                         | ԥ                                       | ԥ                                       |
| --------------------------- | ----------------------------------------- | ----------------------------------------- | --------------------------------------- | --------------------------------------- |
| Nombre unicode              | CYRILLIC CAPITAL LETTER PE WITH DESCENDER | CYRILLIC CAPITAL LETTER PE WITH DESCENDER | CYRILLIC SMALL LETTER PE WITH DESCENDER | CYRILLIC SMALL LETTER PE WITH DESCENDER |
| Codificaciones              | Decimal                                   | hex                                       | dec                                     | hex                                     |
| Unicode                     | 1316                                      | U+0524                                    | 1317                                    | U+0525                                  |
| UTF-8                       | 212 164                                   | D4 A4                                     | 212 165                                 | D4 A5                                   |
| Numeric character reference | &#1316;                                   | &#x524;                                   | &#1317;                                 | &#x525;                                 |